# Daubentonia
Daubentonia és un gènere de primats que conté una sola espècie vivent, l'ai-ai (D. madagascariensis). L'altra espècie és l'ai-ai gegant (D. robusta), que s'extingí fa menys de 1.000 anys però que mai no fou observat en vida.
Aquest és l'únic gènere de la família dels daubentònids i l'únic de vivent del clade dels quiromiformes.